# Oekraïense presidentsverkiezingen 2010
De Oekraïense presidentsverkiezingen van 2010 werden op 17 januari (eerste ronde) en 7 februari (tweede ronde) gehouden. De verkiezingen werden gewonnen door Viktor Janoekovytsj. Hij versloeg premier Joelia Tymosjenko met een klein verschil (2,6%). Tijdens de eerste ronde werd zittend president Viktor Joesjtsjenko reeds uitgeschakeld.
Volgens waarnemers waren de verkiezingen redelijk eerlijk verlopen.

## Uitslag
| Afbeelding            | Afbeelding            | Kandidaat             | Partij                         | Stemmen (1e ronde) | % (1e ronde) | Stemmen (2e ronde) | % (2e ronde) |
| --------------------- | --------------------- | --------------------- | ------------------------------ | ------------------ | ------------ | ------------------ | ------------ |
|                       |                       | Viktor Janoekovytsj   | Partij van de Regio's          | 8.686.642          | 35,32        | 12.481.266         | 48,95        |
|                       |                       | Joelia Tymosjenko     | Al-Oekraïense Unie "Vaderland" | 6.159.810          | 25,05        | 11.593.357         | 45,47        |
| Overige kandidaten    | Overige kandidaten    | Overige kandidaten    | Overige kandidaten             | 8.793.198          | 35,69        |                    |              |
| Tegen alle kandidaten | Tegen alle kandidaten | Tegen alle kandidaten | Tegen alle kandidaten          | 542.819            | 2,20         | 1.113.055          | 4,36         |
| Ongeldige stemmen     | Ongeldige stemmen     | Ongeldige stemmen     | Ongeldige stemmen              | 405.789            | 1,65         | 305.837            | 1,19         |
| Totaal                | Totaal                | Totaal                | Totaal                         | 24.588.268         | 100,00       | 25.493.529         | 100,00       |
| Bron: CEC Oekraïne    |                       |                       |                                |                    |              |                    |              |